# Красникова, Нателла Архиповна
Нате́лла Архи́повна Кра́сникова (14 октября 1953, Могоча, Забайкальский край, РСФСР, СССР) — советская хоккеистка (хоккей на траве), нападающий, тренер. Бронзовый призёр летних Олимпийских игр 1980 года.

## Биография
Нателла (в ряде источников Натэлла) Красникова родилась 14 октября 1953 года в городе Могоча Забайкальского края.
В 1975 году окончила факультет физического воспитания Читинский государственный педагогический институт. Будучи студенткой, занималась баскетболом, тренировалась у Р. А. Корюхина, была неоднократной победительницей зональных соревнований, признавалась лучшим игроком защиты.
Начала играть в хоккей на траве за «Спартак» из Химок. Неоднократная чемпионка и обладательница Кубка СССР. В 1981 году впервые в карьере стала чемпионкой СССР в составе «Спартака». В конце 1982 года перешла в «Колос» из Борисполя, где стала капитаном и лучшим снайпером. В составе украинской команды ещё четыре раза выигрывала чемпионат СССР (1985, 1987, 1988—1989). В 1984 и 1986 годах играла с «Колосом» в финале Кубка европейских чемпионов против нидерландского ХГК. Тренер ХГК Тим Стенс признавался, что самой трудной задачей для него была нейтрализация Красниковой, которую он прозвал «Нателлой Великой» (Natella The Great) по аналогии с российскими монархами.
В 1983 году выиграла серебряную медаль хоккейного турнира летней Спартакиады народов СССР.
Входила в первый в истории состав женской сборной СССР, собранный в декабре 1977 года. 
В 1980 году вошла в состав женской сборной СССР по хоккею на траве на летних Олимпийских играх в Москве и завоевала бронзовую медаль. Играла на позиции нападающего, провела 5 матчей, забила 6 мячей (четыре в ворота сборной Польши, по одному — Чехословакии и Индии). Стала лучшим снайпером турнира вместе с зимбабвийской хоккеисткой Пэт Маккиллоп.
В 1981 году завоевала бронзовую медаль на чемпионате мира в Буэнос-Айресе, в 1984 году выиграла серебро чемпионата Европы в Лилле, в 1987 году — бронзу чемпионата Европы в Лондоне.
В 1979—1989 годах провела за сборную СССР 173 матча, забила 220 мячей. В течение 20 лет это был высший результат в истории мирового хоккея на траве, который в 2011 году побила южноафриканская хоккеистка Пити Кутзе.
Чемпионка хоккейного турнира Игр «Дружба-84». 
В 1985 году стала победительницей и была признана лучшим игроком Межконтинентального кубка в Буэнос-Айресе, забив 22 мяча. За впечатляющую игру аргентинские болельщики назвали её «Марадоной от хоккея».
В 1989 году покинула «Колос» и сборную СССР и перебралась в ФРГ, где до 2008 года была играющим тренером «Айнтрахта» из Франкфурта-на-Майне.
В 2009 году Красникова возглавляла женский «Метрострой» из Санкт-Петербурга. Некоторое время работала в Алексине тренером на республиканской учебно-тренировочной базе «Ока».
Заслуженный мастер спорта СССР (1984). Награждена медалью «За трудовую доблесть».